# Gissemand paa Kærlighedsstien
Gissemand paa Kærlighedsstien er en dansk stumfilm fra 1917 med ukendt instruktør.

## Handling
Denne artikel mangler et handlingsreferat. Hjælp os med at skrive det.

## Medvirkende
- Holger Pedersen - Gissemand
- Ragnhild Sannom - Frøken Prop
- Carl Fischer